# اتو (بایرن)
اتو ویلهلم لوئیتپولد آدالبرت والدمار(به آلمانی: Otto Wilhelm Luitpold Adalbert Waldemar)(زادهٔ ۲۷ آوریل ۱۸۴۸- مرگ ۱۱ اکتبر ۱۹۱۶) پادشاه بایرن میان سال‌های ۱۸۸۶ تا ۱۹۱۳ بود. وی پسر ماکسیمیلیان دوم و برادر لودویگ دوم بود.
از آنجا که او به دلیل بیماری روانی لودویگ دوم را فاقد توانایی لازم برای ادارهٔ کشور دانستند، عمویش لوئیتپولد به عنوان نایب‌السلطنه کنترل اوضاع را در دست گرفت.
سه روز پس از آن لودویگ به مرگ رازآلودی درگذشت. پس از آن اتو را به شاهی برداشتند، ولی اتو نیز دچار بیماری روانی مالیخولیا بود. هوده آنکه لوئیتپولد تا زمان مرگش در ۱۹۲۲ نایب‌السلطنه ماند و پس از او پسر لودویگ به مقام پدر رسید.
در ۱۹۱۳ مجلس بایرن ماده‌ای قانونی تصویب کرد که به موجب آن چنانچه پس از ده سال از نایب‌السلطنگی هیچ امیدی بدان که شاه بتواند خود به طور مستقل فرمان براند نباشد، نایب‌السلطنه می‌تواند شاه را برکنار و خود به پادشاهی رسد.
بدین سان اتو برکنارشد و پسرعمویش با نام لودویگ سوم به پادشاهی رسید. با این همه به اتو اجازه داده‌شد لقب پادشاهی و افتخاراتش را تا زمان مرگ نگاه‌دارد.